# Törés (település)
Törés (1899-ig Lomnicza, szlovákul Lomnica) Lestyén településrésze, korábban önálló falu Szlovákiában, a Trencséni kerületben, a Privigyei járásban.

## Fekvése
Privigyétől 20 km-re északnyugatra található. Lestyén északnyugati részét alkotja a Nyitrica-patak jobb partján.

## Története
A település a 13. század közepén keletkezett. A Divéky család birtoka volt. A 15. század második felében 10 ház állt a faluban. A 18. században birtokosai az Ujfalussy, Rudnay és Bacskády családok voltak.
A 18. század végén Vályi András így ír róla: „LOMNICZA. Tót falu Nyitra Várm. földes Urai B. Splényi, és több Uraságok, lakosai katolikusok, fekszik Rudnó Lehotának szomszédságában, és annak filiája, határja ollyan mint Lesztyéné.”
Fényes Elek 1851-ben kiadott geográfiai szótárában így ír a faluról: „Lomnicza, tót falu, Nyitra vármegyében, Divék filial. 186 kath. lak. F. u. többen. Ut. posta Privigye.”
Borovszky Samu monográfiasorozatának Nyitra vármegyét tárgyaló része szerint: „Lomnicza, a Sztrázs-hegy alatt, a Belanka-patak völgyében fekvő tót község, 228 r. kath. vallásu lakossal. Postája Nyitra-Rudnó, táviró- és vasúti állomása Nyitra-Novák. Itt a Thonet-czég hajlitottfa-bútorgyárának egy kisebb gőzfűrész-telepe van. Földesurai a XIV. elején a Divékyek és később az ezektől származó Rudnayak voltak.”
A 19. század végén a községben a Thonet bútorgyár gőzfűrész telepe működött. 1910-ben 236-an lakták, ebből 218 szlovák, 10 német, 2 magyar és 6 egyéb nemzetiségű volt. A trianoni diktátumig Nyitra vármegye Privigyei járásához tartozott.
1943-ban csatolták Lestényhez.

## Lásd még
- Lestyén
- Dobrocsna